# David Teymur
David Teymur (Järfälla, 1 de maio de 1989) é um lutador sueco de artes marciais mistas, atualmente competindo na divisão leve do Ultimate Fighting Championship.

## Vida Pessoal
O irmão mais velho de David, Daniel Teymur, também é lutador do UFC. Ambos fizeram a transição do Kickboxing para o MMA em 2012, fazendo suas estreias em 2013. Alguns anos depois, ambos foram contratados pelo UFC. David assinou com o UFC em 2015, enquanto Daniel foi contratado em 2017.

## Carreira no MMA

### The Ultimate Fighter
Em Agosto de 2015 foi anunciado que Teymur havia sido selecionado para o The Ultimate Fighter: Team McGregor vs. Team Faber.
Para conseguir entrar na casa do TUF, ele derrotou Thibault Gouti por decisão unânime.
No round de eliminação ele enfrentou Johnny Nuñez. Teymur derrubou Nunez com joelhadas no corpo e com um cruzado de esquerda no final da luta. Ele venceu por decisão unânime.
Nas quartas de final ele enfrentou Marcin Wrzosek. Ele perdeu por decisão majoritária.

### Ultimate Fighting Championship
Teymur fez sua estreia no UFC contra seu colega de TUF e compatriota Martin Svensson em 27 de fevereiro de 2016 at UFC Fight Night: Silva vs. Bisping. Ele venceu por nocaute técnico após dar um knockdown em Svensson com um uppercut no segundo round.
Sua próxima luta foi contra Jason Novelli em 6 de agosto de 2016 no UFC Fight Night: Rodríguez vs. Caceres. Teymur deu um knockdown com um direto de esquerda no primeiro round. No round 2, ele aplicou outros 2 knockdowns, um com outro direto de esquerda e momentos depois venceu a luta por nocaute após derrubar Novelli com uma combinação de um cruzado de esquerda e outro de direta.
Em sua terceira luta na organização, Teymur enfrentou o experiente Lando Vannata em 4 de março de 2017 no co-main event do UFC 209: Woodley vs. Thompson II. Apesar de ir para a luta como azarão em todas as casas de apostas dos Estados Unidos, Teymur venceu a luta por decisão unânime. Esta luta rendeu a ambos os lutador o bônus de “Luta da Noite”.
Teymur enfrentou o invicto Drakkar Klose em 2 de Dezembro de 2017 no UFC 218: Holloway vs. Aldo 2. Ele venceu por decisão unânime.
Ele enfrentou Nik Lentz em 1 de Junho de 2018 no UFC Fight Night: Rivera vs. Moraes. Teymur venceu por decisão unânime.
Teymur enfrentou Charles Oliveira em 2 de fevereiro de 2019 no UFC Fight Night: Assunção vs. Moraes II. Ele perdeu por finalização no segundo round.

## Cartel no MMA
| Cartel no MMA   |            |            |
| 10 lutas        | 8 vitórias | 2 derrotas |
| Por nocaute     | 4          | 0          |
| Por finalização | 0          | 1          |
| Por decisão     | 4          | 1          |

| Res.    | Cartel | Oponente          | Método                                    | Evento                                  | Data       | Round | Tempo | Local                | Notas                          |
| ------- | ------ | ----------------- | ----------------------------------------- | --------------------------------------- | ---------- | ----- | ----- | -------------------- | ------------------------------ |
| Derrota | 8–2    | Charles Oliveira  | Finalização (anaconda)                    | UFC Fight Night: Assunção vs. Moraes II | 02/02/2019 | 2     | 0:55  | Fortaleza, Ceará     |                                |
| Vitória | 8–1    | Nik Lentz         | Decisão (unânime)                         | UFC Fight Night: Rivera vs. Moraes      | 01/06/2018 | 3     | 5:00  | Utica, Nova York     |                                |
| Vitória | 7–1    | Drakkar Klose     | Decisão (unânime)                         | UFC 218: Holloway vs. Aldo 2            | 02/12/2017 | 3     | 5:00  | Detroit, Michigan    |                                |
| Vitória | 6–1    | Lando Vannata     | Decisão (unânime)                         | UFC 209: Woodley vs. Thompson II        | 04/03/2017 | 3     | 5:00  | Las Vegas, Nevada    | Luta da Noite.                 |
| Vitória | 5–1    | Jason Novelli     | Nocaute (socos)                           | UFC Fight Night: Rodríguez vs. Caceres  | 06/08/2016 | 2     | 1:25  | Salt Lake City, Utah |                                |
| Vitória | 4–1    | Martin Svensson   | Nocaute técnico (socos)                   | UFC Fight Night: Silva vs. Bisping      | 26/02/2016 | 2     | 1:26  | Londres              |                                |
| Vitória | 3–1    | Robin Tuomi       | Nocaute técnico (chutes na perna e socos) | Trophy MMA 6                            | 04/04/2015 | 1     | 1:26  | Malmö                | Luta no Peso Casado (159 lbs). |
| Vitória | 2–1    | Gaik Pogosyan     | Nocaute técnico (joelhadas)               | International Ring Fight Arena 7        | 22/11/2014 | 1     | 2:57  | Solna                |                                |
| Vitória | 1–1    | Veselin Dukov     | Decisão (unânime)                         | International Ring Fight Arena 6        | 05/04/2014 | 3     | 5:00  | Solna                |                                |
| Derrota | 0–1    | Mattias Rosenlind | Decisão (unânime)                         | International Ring Fight Arena 5        | 19/10/2013 | 3     | 5:00  | Solna                | Estreia nos Leves.             |